# 马蒂厄·曼塞
马蒂厄·曼塞（法語：Mathieu Manset，1989年8月5日—）是科特迪瓦裔法国职业足球运动员，司职中锋，出身勒阿弗尔青訓系統，現時效力英乙球會車頓咸。

## 生平

### 球會
2012年2月21日，曼塞从英冠球會雷丁租借至上海申花至6月30日，费用约90万欧元。
他在中国的表现并未得到广泛的好评，租借期满后离队。
2012年7月，曼塞转会瑞士超级联赛锡永足球俱乐部。

### 國家隊
曼塞曾经入选科特迪瓦U-23国家队，参加了2011非洲U-23锦标赛预选赛。

## 外部連結
- 足球数据库：马修·曼塞的球员统计数据